# Ayako Hara
Ayako Hara (原 彩子?, Hara Ayako; Tokyo, 1988) è una modella giapponese, incoronata Miss Universo Giappone 2012 il 1º aprile 2012, presso il Tokyo Dome City Hall di Tokyo. La Kamiyama, che è alta un metro e settanta, ha battuto le altre quindici concorrenti del concorso, arrivando davanti alla seconda classificata Yukimi Matsui ed alla terza classificata Sora Yoshimura.
In quanto detentrice del titolo di Miss Universo Giappone, la modella giapponese rappresenterà il Giappone in occasione del concorso di bellezza internazionale Miss Universo 2012.